# Timandra ovidius
Timandra ovidius är en fjärilsart som beskrevs av Felix Bryk 1942. Timandra ovidius ingår i släktet Timandra och familjen mätare. Inga underarter finns listade i Catalogue of Life.